# 헤일로: 스파르탄 어썰트
《헤일로: 스파르탄 어썰트》(Halo: Spartan Assault)는 2013년에 343 인더스트리와 Vanguard Games가 개발한 톱 다운 트윈 스틱 슈팅 비디오 게임이다. 헤일로 미디어 시리즈의 일부로서 2013년 7월 18일 마이크로소프트의 윈도우 8, 윈도우 폰 8 플랫폼용으로 처음 출시되었다. 이 게임은 최종적으로 엑스박스 원, 엑스박스 360, 스팀, iOS 플랫폼용으로 출시되었다.
《헤일로: 스파르탄 어썰트》는 헤일로 3와 헤일로 4의 사건 사이의 배경을 다루고 있다.

## 반응
《스파르탄 어썰트》는 출시 후 긍정적인 평가를 받았다.